# Nadleśnictwo Mircze
Nadleśnictwo Mircze – jednostka organizacyjna Lasów Państwowych podległa Regionalnej Dyrekcji Lasów Państwowych w Lublinie. Siedziba nadleśnictwa znajduje się w Mirczach, w powiecie hrubieszowskim, w województwie lubelskim.
Nadleśnictwo obejmuje część powiatów hrubieszowskiego i tomaszowskiego. Wschodnią i południową granicę nadleśnictwa stanowi granica państwowa z Ukrainą.

## Historia
Nadleśnictwo Dołhobyczów z siedzibą w Uhrynowie powstało w 1944 i objęło znacjonalizowane przez komunistów lasy prywatne. Zgodnie z umową o zmianie granic z 15 lutego 1951 znaczna część obszaru nadleśnictwa, w tym jego siedziba Uhrynów, zostały przekazane Związkowi Sowieckiemu. Sytuacja ta wymusiła przeniesienie siedziby nadleśnictwa do Mircza. Zmieniono wówczas jego nazwę na obecną, a także przyłączono do niego część lasów Nadleśnictwa Hrubieszów.
W 1995 z Nadleśnictwa Tomaszów przyłączono leśnictwa Telatyn i Tarnoszyn.

## Ochrona przyrody
Na terenie nadleśnictwa nie ma rezerwatów przyrody. Znajdują się dwa obszary chronionego krajobrazu:
- Dołhobyczowski Obszar Chronionego Krajobrazu
- Nadbużański Obszar Chronionego Krajobrazu.

## Drzewostany
Typy siedliskowe lasów nadleśnictwa (z ich powierzchniowym udziałem procentowym):
- lasy 96%
- bory 3%
- olsy 1%

Gatunki lasotwórcze lasów nadleśnictwa (z ich udziałem procentowym):
- dąb 50%
- sosna 14%
- brzoza 13,5%
- grab 12%
- olsza 4%
- inne 6%

Przeciętna zasobność drzewostanów nadleśnictwa wynosi >215 m³/ha, a przeciętny wiek 67 lat.